# ウィスット・ポンニミット
ウィスット・ポンニミット（タイ語: วิศุทธิ์ พรนิมิตร Wisut Ponnimit、1976年 - ）はタイ王国の漫画家。バンコク生まれ。シラパコーン大学デコラティブ・アート学部卒。愛称はタムくん。

## 経歴
幼少期より『ドラえもん』『キャプテン翼』『キン肉マン』といった日本の漫画に触れる。1998年、タイにて漫画家デビュー。タイの雑誌に漫画『ヒーシーイット』が連載され知名度をあげるも、「このままじゃ自分を大きいと勘違いしちゃいそう」という理由から、2003年より好きな漫画作品の祖国である日本に3年間留学する。留学した当初は日本語ができなかったため、セリフのない漫画を描いていた。神戸三宮の神戸YMCA学院専門学校日本語学科で日本語を学び、京都精華大学に通う。その後帰国するもたびたび来日している。雑誌『katch』の連載を経て現在タイでは『a day』『open house』、日本では『ロック画報』『Key Station』『ビッグイシュー』で連載。日本の漫画からの影響が濃く、本人が影響を受けた漫画としてあだち充『虹色とうがらし』、高橋葉介『学校怪談』、田中政志『ゴン』、高橋ゆたか『ボンボン坂高校演劇部』、手塚治虫『火の鳥』を挙げている。
ウィスット・ポンニミットさん、マムアンちゃんのアーティストは一人の女性に性的暴行したことを認めました。被害者の意思に反して彼女を抱きかかえながら胸を触ったとされています。 彼はFacebookの投稿でタイ語で謝罪しましたが、。 同様の暴行を受けたと主張する者は他にもいますが、ウィスットさんはそれらの件について明確に認めていません。

## 受賞歴
- 2009年 - 第13回文化庁メディア芸術祭マンガ部門奨励賞『ヒーシーイット アクア』[4]

## 業績

### 漫画作品

#### タイ語
- 『ヒーシーイット』（ฮีชีอิท）(1巻-8巻)

##### 英語
- 『Him Her That』マシュー・チョジック訳 awai books 2013年 ISBN 193722001X

#### 日本語
- 『everybodyeverything』 マガジン・ファイブ 2005年 ISBN 4434056069 （日本で出版された最初のタイ漫画）
- 『マーマー』　新風舎 2006年  ISBN 4289019897
- 『タムくんとイープン』 新潮社 2006年　ISBN 4105053310
- 『マムアンとマナオ』 ミリオン出版 2006年 ISBN 4813020518
- 『帽子の下の煙』 マガジン･ファイブ 2007年 ISBN 9784434110566
- 『ブランコ』 小学館　2008年-2010年（漫画作品。月刊IKKIで連載。1巻-6巻完）
- 『ヒーシーイット アクア』 ナナロク社 2009年 ISBN 4904292022
- 『ロマンス‐タムくんのラブストーリー短編集』 太田出版 2010年 ISBN 9784778321093
- （イラスト）『ラッキータイガー2010』（自費出版）
- 『Here I am』（ANAの機内誌「翼の王国」連載）

### アニメ
- 『hesheit』（DVD）2005年
- 『タムくんアニメ　イエロー』（DVD）2006年
- 『タムくんアニメ　グリーン』（DVD）2006年

### 展示
- MELO（展示）
- 横浜トリエンナーレ（展示）
- inside the wall（展示）

### その他
- 『SAKEROCK』（PVを監督）
- 『NHKデジタルラジオ』　デジタルMANGA
- おかあさんといっしょ 今月の歌『やさしいうた』イラスト制作 2018年9月